# Magalang
Magalang (Bayan ng Magalang) är en kommun i Filippinerna. Kommunen ligger på ön Luzon, och tillhör provinsen Pampanga. Folkmängden uppgår till 77 530 invånare.

## Barangayer
Magalang är indelat i 27 barangayer.
| - Camias - Dolores - Escaler - La Paz - Navaling - San Agustin - San Antonio - San Francisco - San Ildefonso - San Isidro - San Jose - San Miguel - San Nicolas 1st (Pob.) - San Nicolas 2nd | - San Pablo (Pob.) - San Pedro I - San Pedro II - San Roque - San Vicente - Santa Cruz (Pob.) - Santa Lucia - Santa Maria - Santo Niño - Santo Rosario - Bucanan - Turu - Ayala |